# Oberea pruinosa
Oberea pruinosa är en skalbaggsart som beskrevs av Thomas Casey 1913. Oberea pruinosa ingår i släktet Oberea och familjen långhorningar. Inga underarter finns listade i Catalogue of Life.